# Fanuc
Fanuc, sovint estilitzat com FANUC i en japonès ファナック株式会社 Fanakku Kabushikigaisha, és una empresa multinacional d'automatització industrial amb seu a Minamitsuru, Japó.
Actualment la companyia està formada per tres divisions. La primera està orientada a l'automatització de fàbriques i s'encarrega del disseny, fabricació i comercialització de sistemes de control numèric, servomotors i làsers. La segona branca de Fanuc s'encarrega de la robòtica industrial. Finalment, el segment de maquinària robòtica fabrica i distribueix màquines eina, sistemes d'emmotllament per injecció i aparells d'electroerosió.
Els orígens de Fanuc daten de mitjans de la dècada dels 50, quan Seiuemon Inaba va encapçalar un projecte d'investigació sobre màquines de control numèric a Fujitsu. Després d'una dècada de recerca, a finals dels 60, els productes de control numèric es van popularitzar i el departament va començar a generar beneficis. Tot i això, l'any 1972, Fujitsu va decidir crear una empresa derivada a partir del departament d'automatització industrial que va anomenar Fanuc, acrònim de Fuji Automatic NUmerical Control. A la dècada dels 70, la companyia va començar a produir robots industrials i motors elèctrics. A partir de la dècada dels 80, Fanuc començaria una etapa d'internacionalització que acabaria convertint l'empresa en líder del sector. L'any 2015, Fanuc exportava el 80% de la seva producció i controlava la meitat de la quota de mercat mundial en sistemes de control numèric, el 20% del mercat de robots industrials i el 80% del mercat de maquinària de perforació per a la fabricació de telèfons intel·ligents. El 2017, Fanuc havia venut més de 3,6 milions de sistemes de control numèric i l'any 2021 va assolir la xifra de 750.000 robots industrials produïts. A més a més, durant els darrers anys la companyia ha mantingut un marge de benefici operatiu consistent d'aproximadament un 40%.

## Història
La història de Fanuc comença a mitjans de la dècada dels 50, quan el director tècnic de Fujitsu, Hanzo Omi, decideix que l'empresa ha de diversificar la seva cartera de productes. En aquella època, Fujitsu només produïa equipament de comunicacions i es van establir dos grups de recerca per investigar altres oportunitats de negoci. Un dels caps de projecte era Seiuemon Inaba, un enginyer mecànic graduat a la Universitat de Tòquio, que va investigar diverses possibles aplicacions de la tecnologia de control que Fujitsu desenvolupava. L'any 1956, Inaba participà a una conferència sobre control automàtic a la Universitat de Waseda i allà el professor Yasuto Takahashi, de la Universitat de Califòrnia, va presentar-li un article sobre un nou camp anomenat control numèric. Seiuemon Inaba va interessar-se per aquesta tecnologia i va decidir centrar els esforços del seu grup de recerca en aquesta temàtica emergent.

### Inicis
Originalment, l'equip de Seiuemon Inaba estava format per quatre o cinc enginyers que treballaven al laboratori de la fàbrica de Fujitsu a Nakahara. El primer prototip d'una màquina de control numèric l'aconseguiren l'any 1957. Un any més tard, Fujitsu i l'empresa Makino Milling Machine Co van exhibir una màquina de control numèric, tot i que encara no s'hagués pogut emprar de forma pràctica. El 1959 van fer entrega de la primera màquina de control numèric funcional a una fàbrica aeronàutica de Mitsubishi a Nagoya, el problema és que de mitjana s'espatllava un tub de buit al dia. Mitjançant un procés de prova i error, i treballant juntament amb la Universitat de Tòquio, l'any 1959 van desenvolupar dos invents crucials per millorar la fiabilitat de les màquines de control numèric. El primer fou el sistema de distribució de pols algebraic, que permetia calcular les combinacions d'arcs i línies rectes per fer una peça mecànica. El segon fou el motor de pols electrohidràulic, un motor elèctric acoblat a un servo hidràulic que permetia obtenir potències elevades amb un control precís.
Després d'aquest període d'investigació, el grup es va centrar en la comercialització d'un sistema de control numèric funcional i el nombre de treballadors va augmentar. Van aplicar les tecnologies que havien desenvolupat però també en van integrar d'altres, com el transistor per substituir els tubs de buit. El primer model que la companyia va comercialitzar va ser el Fanuc 220, l'any 1962. Fins al 1966 pocs clients es van interessar pel producte, i sovint requerien parts fetes a mesura que oferien pocs beneficis. A partir del 1966 es va introduir el model Fanuc 260, que funcionava únicament amb circuits integrats, i la demanda va créixer de forma important i l'empresa va començar a generar beneficis. A més a més, el 1969 es va millorar la modularització del Fanuc 260, adaptant-se millor a les diferents necessitats dels clients amb un únic producte.

### Separació de Fujitsu
L'abril del 1972, Fujitsu va decidir crear una empresa separada a partir del departament de control numèric. En aquella època, Fujitsu estava centrada en el desenvolupament d'un ordinador fet al Japó i, veient que Fanuc ja podia funcionar de forma independent, van preferir crear una empresa derivada. D'aquesta nova companyia Fujitsu en va retenir el 52% de les accions, Fuji Electric va comprar-ne un 6%, Siemens AG un altre 6% i la resta d'accions es van vendre a socis menors.
Un any després de l'escissió, Fanuc es va trobar amb un repte inesperat amb la crisi del petroli del 1973. Els motors electrohidràulics desenvolupats per Inaba eren poc eficients i feien servir olis derivats del petroli, que es van encarir. Aquesta crisi va forçar Fanuc a investigar alternatives elèctriques, important tecnologia de servomotors de l'empresa Gettys dels Estats Units d'Amèrica. El 1974 les màquines de control numèric de Fanuc van passar a fer servir servomotors elèctrics fabricats per la mateixa companyia. Alhora, les màquines de control numèric cada vegada incorporaven electrònica més avançada, fent servir microprocessadors en comptes de transistors i díodes, fet que permetia reprogramar més fàcilment els aparells. El model Fanuc 200A, introduït el 1972, feia servir un petit ordinador i el model Fanuc 2000C, comercialitzat el 1975, incorporava un microprocessador Intel 3000. Aquesta tendència continuaria, l'any 1979, amb l'ús del xip 8086 en el model Fanuc System 6, que faria triomfar la companyia en el mercat dels sistemes de control numèric.
A la dècada dels 70, Fanuc començaria a desenvolupar robots industrials a partir de la seva tecnologia de control numèric. També importaria un robot Unimate, que muntaria al sostre d'una fàbrica pròpia per carregar i descarregar màquines, però que resultaria massa costós. Inicialment per a ús intern a les seves pròpies fàbriques, l'empresa va introduir el seu primer robot l'any 1974. Un any més tard, el 1975, Fanuc començaria a vendre el seu primer robot comercial, el Model 2. Durant els anys posteriors comercialitzarien ràpidament nous robots: el Model 1 el 1977, el Model 0 el 1979, el Model 3 el 1980 i el Model 00 i els Series-A Model 1 i 0 l'any 1981. A principis dels 80 aquests robots es vendrien, especialment, a la puixant indústria automobilística nipona. Fanuc també va instal·lar desenes de robots a les seves pròpies instal·lacions per moure i muntar components. Tot i això, l'any 1981, els robots només suposaven aproximadament un 5% de la facturació de Fanuc.

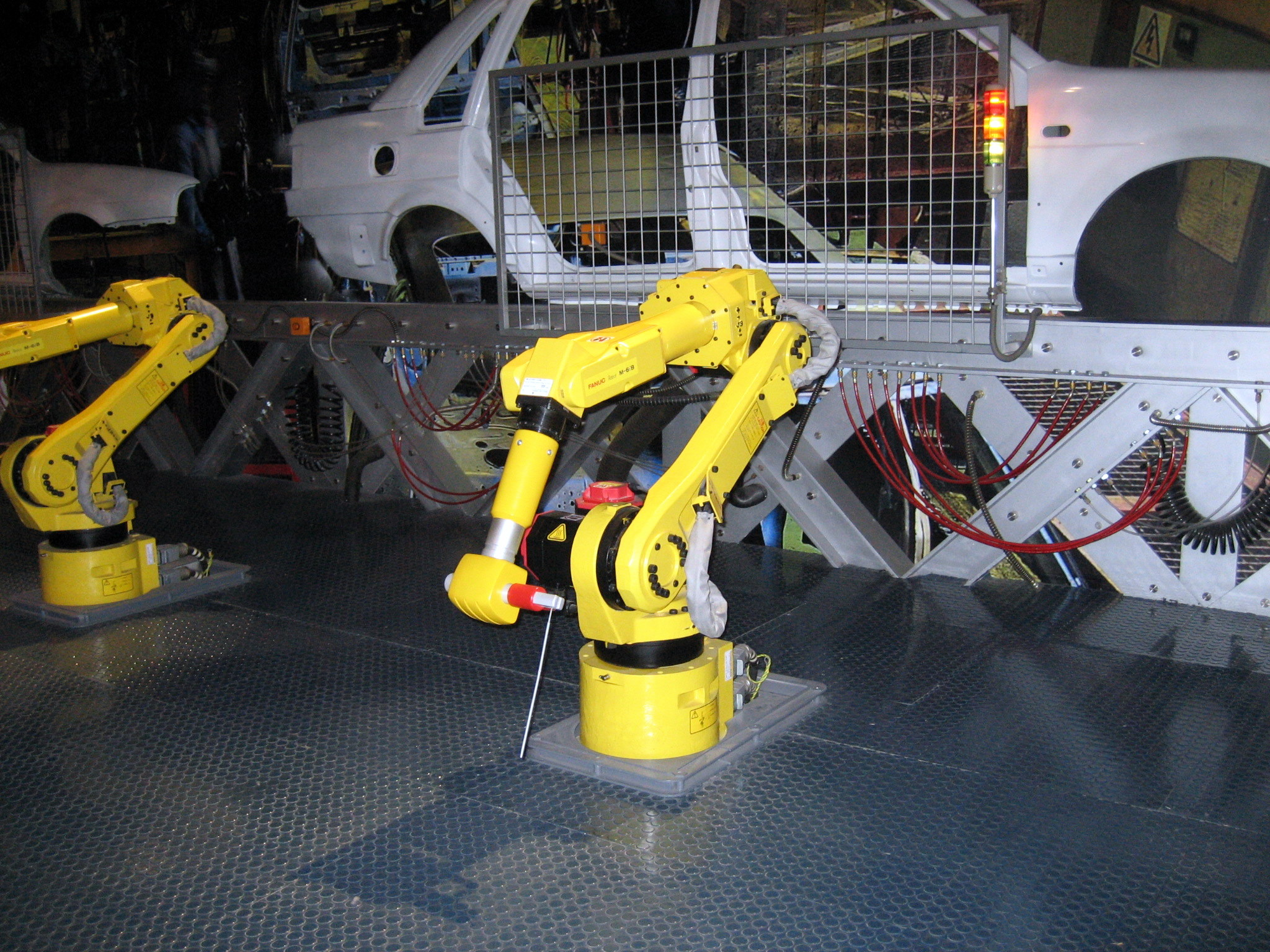
Un robot Fanuc M-6iB a una rèplica d'una cadena de muntatge de cotxes al Museu de la Ciència i la Tecnologia de Xangai.

### Globalització
Fins a la dècada dels 80, Fanuc havia treballat principalment amb empreses del mercat japonès. Això canviaria l'any 1982, quan General Motors i Fanuc establirien una joint-venture, anomenada GMFanuc Robotics Corporation, amb un repartiment equitatiu de les accions entre les dues companyies. En aquella època General Motors era el fabricant d'automòbils més important dels EUA, amb un 46% de la quota de mercat, però la indústria automobilística estava en recessió i volien retallar costos per competir amb les empreses japoneses. El director general de GM, Roger Smith, volia centrar-se en la innovació tecnològica per sortir de la crisi i, veient els avenços en automatització de Fanuc, va decidir cooperar per introduir robots a les seves fàbriques. La nova aliança empresarial no va resultar gaire profitosa per l'empresa estatunidenca, que tingué dificultats per aplicar els robots a les seves cadenes de muntatge i que va dissoldre la joint-venture l'any 1993. Tot i això, per a Fanuc fou un camp de proves molt rendible, rebent atenció mediàtica, milions de dòlars en finançament i sent catapultada al mercat internacional. El 1987, per exemple, establiria una altra aliança empresarial amb General Electric, anomenada GE FANUC, per dissenyar, fabricar i comercialitzar màquines de control numèric i PLCs per als mercats d'Amèrica, Àsia i Europa. Una joint-venture més profitosa, que seria dissolta l'any 2009. Aquesta obertura al mercat internacional va permetre que Fanuc esdevingués el subministrador de robots industrials més gran del món l'any 1988.
L'any 2003 Yoshiharu Inaba, el fill del fundador de Fanuc, prendria el relleu en la direcció de la companyia. Yoshiharu, que va començar la seva carrera al fabricant de camions Isuzu, en general ha mantingut la política d'empresa, tot i desmarcar-se del secretisme i l'estil de gestió autoritària del seu progenitor.

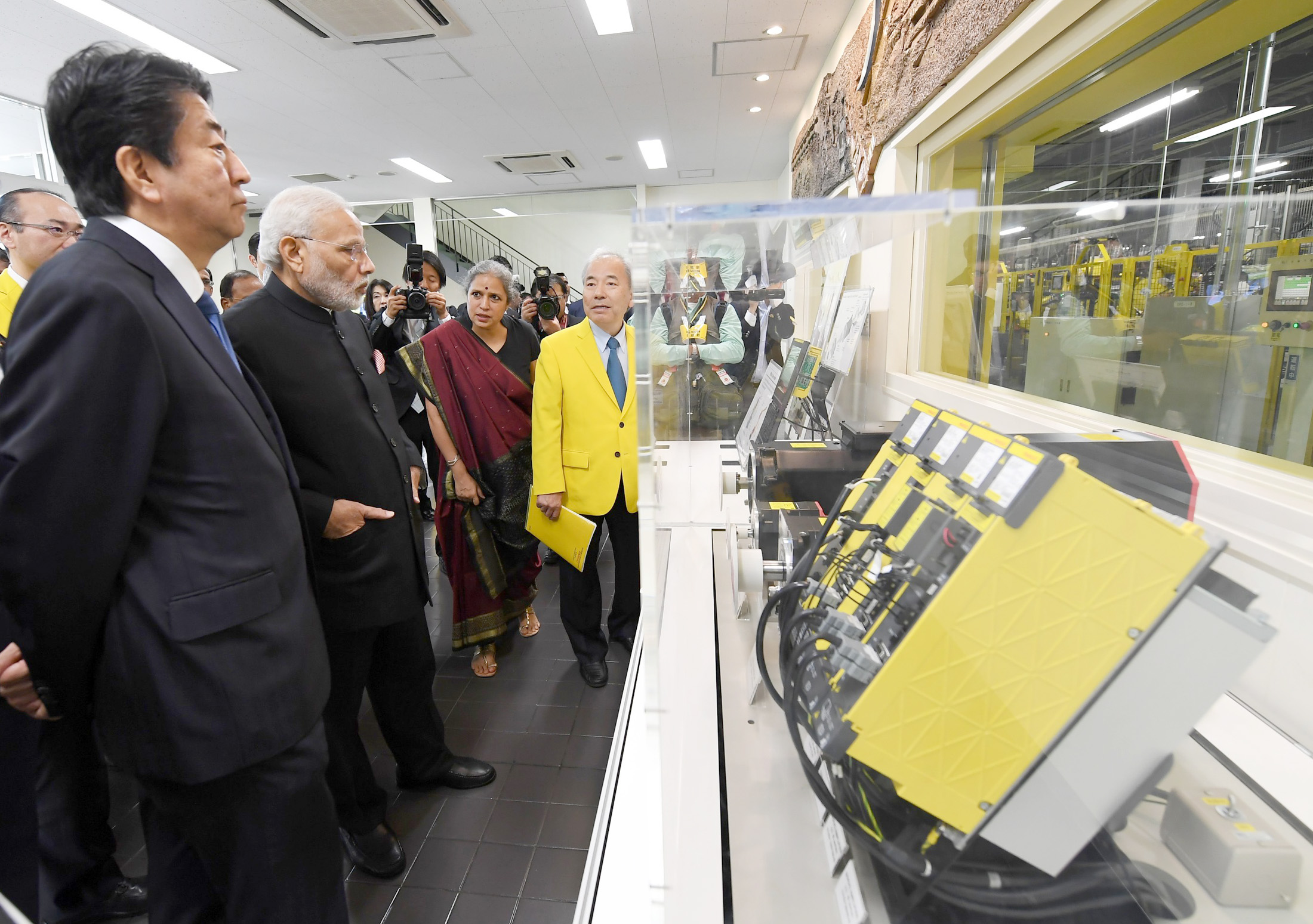
Fotografia del 2018 del primer ministre del Japó, Shinzo Abe, i el primer ministre de l'Índia, Narendra Modi, visitant la fàbrica de Fanuc a Yamanashi. El director general de Fanuc, Yoshiharu Inaba, vesteix una americana amb el color groc característic de la companyia.

A partir de la dècada de 2010, Fanuc començaria a invertir en nous tipus de producte. L'any 2015 l'empresa presentaria el seu primer cobot, el model CR-35iA, amb una càrrega útil de 35 kg i capaç de treballar de manera segura a la vora de persones gràcies als sensors del robot i una estructura mecànica revestida de goma. Aquell mateix any, Fanuc i altres empreses japoneses, invertirien 20 milions de dòlars en una startup d'intel·ligència artificial per a fàbriques, anomenada Preferred Networks Inc. El juliol del 2021 la companyia va assolir la xifra de 750.000 robots industrials fabricats, produint una mitjana de 8.000 robots industrials al mes i amb capacitat de manufacturar-ne fins a 11.000 unitats mensuals.